# Борова (округ Трнава)
Борова (словац. Borová) — село, громада округу Трнава, Трнавський край. Кадастрова площа громади — 5.91 км².
Населення 468 осіб (станом на 31 грудня 2020 року).

## Історія
Борова згадується 1589 року.

## Географія
Протікає річка Ронава.

## Населення
| Рік:            | 1994. | 2004.    | 2014.    | 2024.    |
| --------------- | ----- | -------- | -------- | -------- |
| Кількість осіб: | 300   | 347      | 408      | 454      |
| Різниця:        |       | +15,66 % | +17,57 % | +11,27 % |

| Рік:            | 2023. | 2024.   |
| --------------- | ----- | ------- |
| Кількість осіб: | 457   | 454     |
| Різниця:        |       | -0,65 % |